# هنري روبرتس وليامز
هنري روبرتس وليامز (بالإنجليزية: Henry Roberts Williams)‏ هو سياسي أسترالي، ولد في 1848، وتوفي في 12 نوفمبر 1935. انتخب عضو الجمعية التشريعية فيكتوريا.